# Willy Dürr
Willy Dürr (* 12. Juli 1889 in Esslingen am Neckar; † 12. April 1975 in Heilbronn) war ein deutscher Journalist, Zeitungsredakteur und Politiker (DDP, DVP, FDP).

## Leben und Beruf
Dürr studierte klassische Philologie und Französische Landeskunde und absolvierte ein Volontariat bei der Redaktion der Neckar-Zeitung in Heilbronn. Seine journalistische Tätigkeit unterbrach er während des Ersten Weltkriegs, in dem er als Soldat aktiv war. 1919 wurde er zum Redakteur der Heilbronner Abendzeitung berufen.
Am 15. März 1933 wurde Dürr im Verlagsgebäude von zwei SA-Männern überfallen und zusammengeschlagen. Dabei erlitt eine Gehirnerschütterung und musste im Krankenhaus behandelt werden. Nachdem er einige Zeit arbeitsunfähig war, wurde er am 30. September 1933 aus politischen Gründen aus seiner Tätigkeit als Redakteur entlassen. Nachdem er zunächst arbeitslos war, nahm er Tätigkeiten als Nachhilfelehrer und Versicherungsvertreter an, außerdem als redaktioneller Mitarbeiter für mehrere Zeitungen.
1945 wurde Dürr zum Leiter der Geschäftsstelle der Spruchkammer Heilbronn berufen. Von 1949 bis zum Ruhestand im Jahr 1955 war er Chef vom Dienst der Heilbronner Stimme.

## Politik
1928 wurde Dürr erstmals in den Heilbronner Gemeinderat gewählt. 1932 übernahm er den Vorsitz der DDP in Heilbronn. Nach dem Zweiten Weltkrieg wurde er in den Beirat des Heilbronner Oberbürgermeisters Emil Beutinger berufen. 1946 gehörte er der Vorläufigen Volksvertretung für Württemberg-Baden an. Im selben Jahr wurde er erneut in den Heilbronner Gemeinderat gewählt, dem er bis 1959 angehörte und wo er zeitweise Vorsitzender der FDP/DVP-Fraktion war. 1948 wurde er zum Stellvertreter des Heilbronner Oberbürgermeisters gewählt. Später gehörte er dem geschäftsführenden Vorstand des Landesverbandes der FDP/DVP an.

## Ehrungen
Anlässlich seines 70. Geburtstages erhielt Willy Dürr „in Anerkennung der um Volk und Staat erworbenen besonderen Verdienste“ 1959 das Bundesverdienstkreuz 1. Klasse.
Für seine Überarbeitung der Stadtchronik der Jahre von 1922 bis 1932 wurde Dürr 1964 der Ehrenring der Stadt Heilbronn verliehen.